# Linaria popovii
Linaria popovii är en grobladsväxtart som beskrevs av Kuprian.. Linaria popovii ingår i släktet sporrar, och familjen grobladsväxter. Inga underarter finns listade i Catalogue of Life.